# سفارة اليابان في النرويج
سفارة اليابان في النرويج هي أرفع تمثيل دبلوماسي لدولة اليابان لدى النرويج. وهي تهدف لتعزيز المصالح اليابانية في النرويج.

## وصلات خارجية
- الموقع الرسمي
- قائمة سفارات اليابان
- قائمة السفارات في النرويج